# Општина Погана (Васлуј)
Погана (рум. Pogana) општина је у Румунији у округу Васлуј.
Oпштина се налази на надморској висини од 112 m.